# Dumitru Pavlovici
Dumitru Pavlovici, né le 26 avril 1912 en Roumanie et mort le 28 septembre 1993, était un footballeur international roumain. Il évoluait au poste de gardien de but.

## Biographie
Dumitru Pavlovici joue avec l'équipe roumaine du Ripensia Timisoara.
International roumain (18 sélections), il participe à la Coupe du monde 1938 qui se déroule en France.